# Christoph Schlingensief
Christoph Maria Schlingensief (ur. 24 października 1960 w Oberhausen, zm. 21 sierpnia 2010 w Berlinie) – niemiecki reżyser teatralny i filmowy.

## Życiorys
Urodził się w Oberhausen jako syn Anni Schlingensief (z domu Knipp; 1926–2016), pielęgniarki pediatrycznej, i Hermanna Josefa Schlingensiefa (1924–2007), farmaceuty. Jako dziecko był ministrantem. W wieku dwunastu lat zaczął nagrywać ręczną kamerą filmy krótkometrażowe. Jako 14–latek zrealizował horror Dom umarłych Lady Florence (Das Totenhaus der Lady Florence, 1974). W piwnicy swoich rodziców organizował „wieczory kulturalne”, na których występowali młodzi artyści, tacy jak Helge Schneider i Theo Jörgensmann.
Po ukończeniu Heinrich-Heine-Gymnasium w Oberhausen, od 1981 studiował germanistykę, filozofię i historię sztuki w Monachium. W tym czasie próbował swych sił jako muzyk. Następnie rozpoczął karierę jako reżyser filmowy. Będąc asystentem Wernera Nekesa, wyprodukował swoje pierwsze filmy krótkometrażowe. Jego pierwszy film fabularny to Tuguska - skrzynki są tam z 1983.
W latach 1983–1986 Schlingensief wykładał na Akademii Sztuk Pięknych w Düsseldorfie. Pod koniec lat 80. dał się poznać jako autor awangardowych filmów. Potem reżyserował przedstawienia teatralne i rozpoczął organizować akcje artystyczne jak np. Kochajcie Austrię - program typu reality show dla wiedeńskich azylantów.
W 2004 przygotował inscenizację Parsifala na Festiwal Wagnerowski w Bayreuth. Zasiadał w jury konkursu głównego na 59. MFF w Berlinie (2009).
Zmarł na raka płuc.